# Stanislaw Tillich
Stanislaw Rudi Tillich  (spodnjelužiško , nemški politik; * 10. april 1959, Neudörfel - Nowa Wjeska (pri Kamenz - Kamjencu)
Od 28. maja 2008 do 12. decembra 2017 je bil po padcu zidu tretji predsednik vlade svobodne dežele Saške, in od maja 2008 do 9. decembra 2017 tudi predsednik saške CDU. Dne 18 Oktobra 2017 je objavil, da se z decembrom 2017 umika s položaja predsednika vlade. Od 1. novembra 2015 do 31.. oktobra 2016 je zasedal mesto 70. predsednika zveznega sveta (Bundesrat). Od septembra 2019 dalje je predsednik nadzornega sveta podjetja za lignit MIBRAG.

## Življenje
Stanislaw Tillich izhaja iz lužiške družine. Njegov oče Rudi Tillich (1929–2007) je bil protestant, njegova mati katoličanka. Sam Tillich je bil vzgojen kot prakticirajoči katoličan, povezan z verskimi tradicijami svoje domovine. Njegov oče je bil član lokalnega vodstva SED Panschwitz-Kuckau (Pančicy-Kukow) in redni funkcionar Domovine, krovne organizacije lužiških klubov in združenj. Po šolanju in maturi lužiški gimnaziji v Budišinu leta 1977 je Stanislaw Tillich od novembra 1977 do aprila 1979 služil osnovno vojaško službo pri graničarjih DDR. Od 1979 do 1984 je študiral na Tehnični univerzi v Dresdnu in diplomiral kot inženir za konstrukcije in prenosno tehniko. Leta 1984 je začel kot dizajner v podjetju za elektroniko v Kamjencu. Od 1. oktobra 1987 do 24. maja 1989 je bil Tillich uslužbenec sveta za okrožje Kamenc. Maja 1989 je postal podpredsednik sveta in bil na tem položaju odgovoren za trgovino in oskrbo. Od leta 1989 do 1995 je Tillich bil aktiven kot samostojni srednje slojni podjetnik.
Stanislaw Tillich je poročen, ima hčerko in sina. Sprva je živel v enodružinski hiši v Panschwitz-Kuckau  (Pančicy-Kukow), od aprila 2015 dalje pa stanuje v penthouse na Belem jelenu v Dresdnu.

### Vzhodna CDU
Leta 1987 se je Tillich po lastnih izjavah po lastni volji pridružil vzhodni CDU, ki je kot blokovska stranka podpirala monopol oblasti SED. V Potsdam-Babelsbergu je bil od 2. Januarja do 10. Marca 1989 na tečaju Akademije za politične vede in pravo - ene najpomembnejših »kadrovskih šol« SED. Kasneje je Tillich ta tečaj opisal kot »enega od številnih tečajev M-L«, ki ga »osebno ni prepričal«. V vprašalniku iz leta 1999 je Tillich glede svoje preteklosti v DDR zanikal stike z državno varnostjo. Novembra 2008 so mu očitali, da je polepšal svojo biografijo in zlasti vlogo v državnem aparatu DDR. Tillich je priznal, da so uslužbenci Stasi dvakrat govorili z njim, in sicer enkrat zaradi poškodovanega žiga na vratih v računalniški center podjetja in enkrat zaradi razlogov za ozka grla pri dobavi. Po navedbah Komisije Birthler v dokumentih ni bilo najti nobenih dokazov o sodelovanju Tillicha s StaSi. Objavo vprašalnika iz leta 1999 je državni urad Saške pred tem že zavrnila, Tillich pa se je z objavo strinjal šele leta 2009. Od leta 1989 dalje je Tillich bil član okrožnega izvršnega odbora svoje stranke.

### CDU
Leta 1990 je Tillich postal član nemške CDU. Marca 1990 izvoljen za člana prve prosto izvoljene ljudske zbornice, kjer se je Tillich zavzemal na probleme Lužiških Srbov in žrtev SED.  Po razpustu ljudske zbornice ob združitvi Nemčije je do leta 1994 delal kot opazovalec v Evropskem parlamentu. .Bil je izvoljen za člana 4. Evropskega parlamenta (1994–1999), delal tam kot namestnik predsednika proračunskega odbora in generalni poročevalec za proračun Evropske unije.  Od leta 1992 do 1999 je bil član upravnega odbora EPP.
Na volitvah 19. Septembra 2004 je kandidiral v volilni enoti Budišin 3 in bil izvoljen v saški deželni parlament. V letih 2009 in 2014 je bil ponovno izvoljen.
Po objavi Rolanda Kocha 26. Maja 2010, da ne bi več kandidiral za funkcijo namestnika zveznega predsednika CDU, je Tillich postal kandidat za njegovo nasledstvo. V predsedstvo zvezne CDU je bil izvoljen novembra 2010. 4. decembra 2012 so Tillicha ponovno izvolili v predsedstvo CDU.

### Minister na Saškem
Leta 1999 ga je takratni premier Saške Kurt Biedenkopf imenoval v svoj kabinet, kjer je bil do leta 2002 državni minister za zvezne in evropske zadeve.
V kabinetu Georga Milbradta, ki je bil leta 2002 izvoljen za predsednika vlade, je Tillich sprva delal kot državni minister in vodja državne pisarne do leta 2004, od leta 2004 pa kot saški državni minister za okolje in kmetijstvo. V tem času je bil še posebej odgovoren za razširitev protipoplavne zaščite po poplavah Labe avgusta 2002 .
Leta 2007 je postal finančni minister Saške in naslednik Horsta Metza, ki je zaradi krize v Saški deželni banki odstopil. Tillich je vodil pogajanja za okoli prizadete Sachsen LB ob strani premierja Milbradta. Sachsen LB so decembra 2007 prodali, ne da bi o tem lahko odločal deželni parlament, postopek, ki ga je saško ustavno sodišče avgusta 2009 razglasilo za neustavnega. 

### Premier Saške
Georg Milbradt ga je 14. aprila 2008 v izjavi o odstopu zaradi afere okoli deželne banke odstopil in Tillicha predlagal za naslednika za mesto predsednika vlade in za predsednika deželne stranke.
24. maja 2008 ga je kongres deželne stranke izvolil za predsednika saške CDU in nato izvolitev na položaj predsednika vlade svobodne dežele Saška in zaprisega njegovega kabineta. 30. junija 2008 je po zasebni avdienci povabil papeža Benedikta XVI. na obisk vzhodne Nemčije leta 2009.
Na državnih volitvah 30. Avgusta 2009 je CDU pod vodstvom Tillicha dobila 40,2 odstotka glasov. Ker je FDP dobila 10 odstotkov glasov, je Tillich lahko sestavil koalicijo CDU-FDP. Septembra 2009 ponovno izvoljen za predsednika vlade.
Kot premier je bil Tillich na deželnih volitvah avgusta 2014 spet vodilni kandidat svoje stranke. CDU je prejela 39,4 odstotka glasov. Koalicijski partner v Tillichovem kabinetu, saška FDP, je z 3,8 odstotka glasov zgrešila ponovni vstop v saški deželni parlament. Potem ko je bila izključena koalicija z AfD in so Saški zeleni zavrnili začetek koalicijskih pogajanj s CDU, je prišlo do koalicije z SPD, in Tillich je 12. novembra 2014 bil ponovno izvoljen za predsednika vlade.
Dne 18 Oktobra 2017 je Tillich sporočil, da želi odgovornost prenesti "v mlajše roke", za naslednika je predlagal Michaela Kretschmerja. Njegov mandat se je končal decembra 2017. Aprila 2018 je sporočil, da se z 31. oktobrom 2018 popolnoma umika iz aktivne politike in odstopa od mandata v deželnem parlamentu.

### Kariera po politiki
Tillich je bil eden od štirih predsednikov 6. junija 2018 imenovane komisija za premog nemške zvezne vlade, ki je svoje končno poročilo predstavila januarja 2019.
Od junija 2019 je Tillich zaposlen kot svetovalec ruskega tovornega letalskega prevoznika Volga-Dnepr s stalno prisotnostjo in lastnim hangarjem na letališču Leipzig / Halle. Podjetje ima na voljo več velikih letal Antonov AN-124, ki se v glavnem uporabljajo za namene Nemških oboroženih sil  in Nato.
Septembra 2019 je bil Tillich izvoljen za predsednika nadzornega sveta podjetja  (MIBRAG), ki letno izkoplje okoli 18 milijonov ton lignita.

### Polemike
Tako kot prej proti tedanjemu predsedniku vlade Severnega Porenja-Vestfalije Jürgenu Rüttgersu so se tudi Tillichu februarja 2010 pojavile obtožbe v zvezi s pristanki za srečanja,povezana s prispevki za CDU. Ta tako imenovana sponzorska afera se je v prvi vrsti nanašala na dogodek CDU v Dresdnu, ki poteka pod naslovom Think Tank Saxony. Podjetja so odvisno od sponzorske stopničke prejela ustrezna nadomestila (mesta za mizo ali diskusijah, omembe v govorih). Opozicijski politiki so to prakso kritizirali kot kupljivost politikov.
Leta 2010 so se pod vlado Tillich odločili za znižanja v socialnem sektorju v skupni višini 25 milijonov evrov, da bi se izognili novim dolgom. Financiranje dela z mladimi se je skrčilo za tretjino, kar je privedlo do protestov in protidemonstracij. Leta 2011 je imela Saška najnižji dolg na prebivalca med vsemi zveznimi državami in je zasedla prvo mesto glede nivoja izobraževanja.
Po intervjuju o Pegidi in o priseljevanju 25. Januarja 2015 z Die Welt am Sonntag  so Tillicha močno kritizirali zaradi njegovih izjav, da " Islam ne pripada na Saško" in da bi se "Muslimani ... morali bolj distancirati od islamističnih teroristov". Njegov koalicijski partner in predsednik SPD Martin Dulig mu je nasprotoval na Twitterju:"Angela Merkel ima prav, Islam pripada Nemčiji. To velja tudi za Saško". Volkmar Zschocke, predsednik zelene poslanske skupine v saškem državnem parlamentu, je premierju obtožil, da je demonstrantom Pegide dal dal izgovor, razumeti njegove besede kot da njihove protiislamske izjave podpira. Tiskovni predstavnik mreže "Dresden za vse" Eric Hattke je izjave Tillicha označil kot lažni politični signal in žalitev za muslimane, ki živijo v deželi. Pri tem je Tillich obtožil Pegido, da "plamene strahu razpihuje z nesmiselnimi zahtevami". Po njegovi kritiki Pegide so simpatizerji islamofobnega gibanja Tillicha večkrat žalili in mu grozili. To je pripeljalo tako daleč, da je zaprl svojo Facebook stran. 
Februarja 2016 je Stanislaw Tillich povabil okoli 2000 gostov na praznovanje v Dresden Energieverbund Arena, da bi se zahvalil Saksom, ki so se v deželi zavzeli za begunce. Praznovanje je bilo zelo kontroverzno zaradi Tillichovega nejasnega odnosa do Pegide. Številni povabljeni pomočniki so zaradi tega odpovedali sodelovanje. Odprto pismo mreže "Dresden za vse", ki ga je podpisalo 70 organizacij in 600 posameznikov, so mu izročili med zahvalno slovesnostjo. (Dresden kramlja - Leipzig pritiska)
Potem ko je CDU na Saškem na zveznih volitvah leta 2017 dobila manj drugih glasov kot AfD, je Tillich pozval k popravku v usmeritvi svoje stranke in s tem sprožil ogorčenje. Nekdanji saški premier Kurt Biedenkopf in tudi njegova žena Ingrid sta kritizirala Tillicha v intervjuju za Zeit, ki je na Leipziger Volkszeitung je intervju naredil "več ali manj ohol in samozadovoljen vtis".

## Razno
Tillich poleg maternega jezika, zgornjelužiščine, in nemščine govori tudi poljsko in lahko komunicira v angleščini, francoščini in češčini.   Govori tudi malo rusko in italijansko.  Od leta 2001 je član rotarijskega kluba "Dresdenski Modri Čudež". 

## Odlikovanja
- 2008: Medalja za zasluge Svobodne države Saške
- 2017: Zlati poveljniški križ s častno zvezdo za zasluge države Spodnja Avstrija
- 2018: Veliki zvezni križ za zasluge z zvezdo in naramnico [48]